# Infamia
Infamia označovala v římském právu bezectnost, újmu na občanské cti a vážnosti. Šlo o právní institut s právními důsledky, nastávala až na základě nějaké právem stanovené skutečnosti, zatímco špatná pověst (turpido, někdy označovaná infamia facti) byla faktickým stavem způsobeným už vlastním hanebným způsobem života.
Rozlišovala se infamie bezprostřední (infamia immediata) a zprostředkovaná (infamia mediata). Bezprostřední nastávala ihned po spáchání nějakého činu, jemuž právo přisoudilo infamující účinky, např. bigamie, provdání vdovy ještě před uplynutím smutečního roku, falešného udání, insolvence a rozprodej dlužníkova majetku, příp. výkonem určitého povolání, jako tomu bylo u herců, prostitutek či gladiátorů. Zprostředkovaná byla až následkem odsouzení v soudním procesu, především trestním, ale také soukromém, pokud šlo o nečestné jednání žalovaného. Typicky u krádeže a loupeže (v římském právu byly pojímané jako soukromé delikty) nebo podvedení nezletilého, příp. při hrubém porušení důvěry ve sporech z úschov, poručenství anebo příkazních smluv. Tyto žaloby se bez ohledu na svůj hlavní předmět souhrnně nazývaly actiones famosae, neboť jejich vedlejším důsledkem byla pro odsouzeného bezecnost.
Protože předpokladem právní způsobilosti byla ve starověkém Římě neporušená občanská čest, obsahoval infamii už Zákon dvanácti desek: jestliže se někdo zúčastnil mancipace a poté o tom odmítl podat svědectví, stal se intestabilis. Sám již nemohl nikdy svědčit a zároveň jiní nemohli svědčit jemu, což mělo za praktický následek např. to, že nemohl pořizovat testament. Další infamie zavedly zvláštní zákony a praetoři ve své praxi. Bezectný občan tak nemohl zastupovat na soudě či se sám nechat zastupovat, podávat soudu různé návrhy, nemohl ani podat actio popularis, kterou jinak mohl podat každý římský občan (turpido měla lehčí následky, byť k ní soudce musel také např. při svědecké výpovědi přihlížet). V oblasti veřejné pak bezecnost mohla vést k vyloučení ze senátu nebo nemožnosti se ucházet o magistratury. Soukromoprávní a procesní následky infamie nicméně nepřevzala justiniánská kodifikace římského práva.